# Exegi Monvmentvm Aere Perennivs
Exegi Monumentum Aere Perennius is het derde deel van de trilogie van The Rome Pro(g)ject. Om die trilogie te vervolmaken schakelde projectleider Vincenzo Ricca instrumentalisten in, waarmee hij bij de vorige twee delen ook had gewerkt. Als sluitstuk gaat dit deel over de ondergang van het Romeinse Rijk.

## Musici
- Vincenzo Ricca – toetsinstrumenten (tracks 2, 3, 4, 5, 6, 7, 8, 9, 11, 12, 13)
- Roberto Vitelli – baspedalen, basgitaar (2, 3, 4, 6, 7, 8, 9, 12)
- Daniele Pomo –drumstel (2, 3, 4, 5, 6, 7, 8, 9, 12)

met
- Nick Magnus – piano (1, 10)
- Steve Hackett – gitaar (2, 11, 13)
- John Hackett – dwarsfluit (2, 4
- Franck Carducci – 12-snarige gitaar, basgitaar (2, 4)
- Paolo Ricca – elektrische gitaar (2, 6)
- David Jackson – blaas instrumenten (3, 8)
- David Cross – elektrische viool (5, 8, 9, 12)
- Francesco di Giacomo –stem (11)
- Danuilo Chiarella – basgitaar (13)
- Maurizio Mirabelli – drumstal (13)

## Muziek
| Nr. | Titel                                                       | Duur  |
| --- | ----------------------------------------------------------- | ----- |
| 1.  | Proemium (Magnus)                                           | 2:04  |
| 2.  | Exegi Monumentum (Ricca)                                    | 12:25 |
| 3.  | Once were Romans (Rica)                                     | 5:49  |
| 4.  | Of myths and gods (Ricca)                                   | 5:05  |
| 5.  | 476 A.C. (Song for Wetton) (Ricca)                          | 5:41  |
| 6.  | Aere Perennius I (Ricca)                                    | 1:36  |
| 7.  | Aere Perennius II (Song for Emerson) (Ricca)                | 4:13  |
| 8.  | Aere Perennius III (Ricca)                                  | 4:31  |
| 9.  | Aere Perennius IV (Ricca)                                   | 4:24  |
| 10. | Epilogus (Magnus)                                           | 1:15  |
| 11. | Ab urbe condita (Song for Francesco) (Ricca, Steve Hackett) | 2:18  |
| 12. | Non omnis moriar (Ricca, Cross)                             | 3:15  |
| 13. | Down to the domus area (Ricca, Steve Hackett)               | 4:33  |

De laatste drie tracks worden vermeld als bonustracks; ze behoren niet tot het hoofdthema. De nummers met toevoegingen Song for ... zijn geschreven voor musici die voorafgaand aan het album overleden zijn. Song for Wetton verwijst van John Wetton, Song for Emerson naar Keith Emerson en Song for Francesco naar Franceso di Giacomo (1947-2014), hij was zanger van de Italiaanse band Banco.